# Willem Bastiaan Tholen
Willem Bastiaan Tholen (Ámsterdam, 13 de febrero de 1860-La Haya, 5 de diciembre de 1931) fue un pintor, dibujante y grabador neerñandés miembro de la Escuela de La Haya y más tarde asociado con el movimiento impresionista de Ámsterdam.

## Biografía
Cuando Tholen tenía cinco años, su familia se trasladó a Kampen. Allí trabó amistad con el joven Jan Voerman y entraron juntos en la academia de Ámsterdam en 1876. Tholen obtuvo su certificado de competencia en un año y, a su vez, se matriculó en la Escuela Politécnica de Delft, donde asistió a clases de dibujo durante dos años. Habiendo concluido sus estudios allí en 1878 con un certificado de enseñanza secundaria, comenzó a trabajar como profesor de dibujo en la escuela secundaria vespertina de Gouda.
Pasó tres meses en Bruselas en el estudio de Paul Gabriël, de quien recibió su primera instrucción significativa en pintura. En los años siguientes, el consejo de Gabriël fue de particular importancia para Tholen, ya que trabajaron juntos al aire libre durante muchos veranos cerca de Kampen y Giethoorn, entre otros lugares. En Gouda (1878-9) y Kampen (1880-1885) Tholen enseñó dibujo para mantenerse, pero después de 1885 se concentró por completo en su propia obra.
En 1885, Willem Witsen invitó a Tholen a visitar la casa de campo de su familia cerca de Baarn, donde sus contemporáneos, George Hendrik Breitner y Anton Mauve, eran huéspedes frecuentes. A partir de 1887 vivió en La Haya, donde trabó amistad con otros pintores de la escuela de La Haya. Participó activamente en la vida artística de La Haya y fue miembro del Pulchri Studio.
Tholen estableció su reputación en La Haya con sus paisajes del campo de alrededor de Kampen y vistas de los bosques cerca de Baarn. También pintó con frecuencia vistas de La Haya, los bosques de Scheveningen y una serie de interiores en los que una ventana suele ofrecer una vista al exterior: un jardín, una calle iluminada por la luz del sol o los tejados rítmicamente agrupados de una ciudad. Pintó los barcos de pesca en la playa de Scheveningen, pero a diferencia de Jacob Maris (a quien admiraba mucho), Tholen no utilizó como telón de fondo el mar desolado, sino el bullicioso pueblo costero. Utilizó el ajetreo de la ciudad como tema con más frecuencia de lo que solía ser el caso en la Escuela de La Haya, representando temas como obras de construcción, mataderos, canteras, excavaciones de arena y barcazas de arena en el canal entre La Haya y Scheveningen. 
Su segunda esposa fue la coleccionista de casas de muñecas Lita de Ranitz; se casaron en 1919 y él creó algunas obras de arte para su colección.

## Pinturas seleccionadas

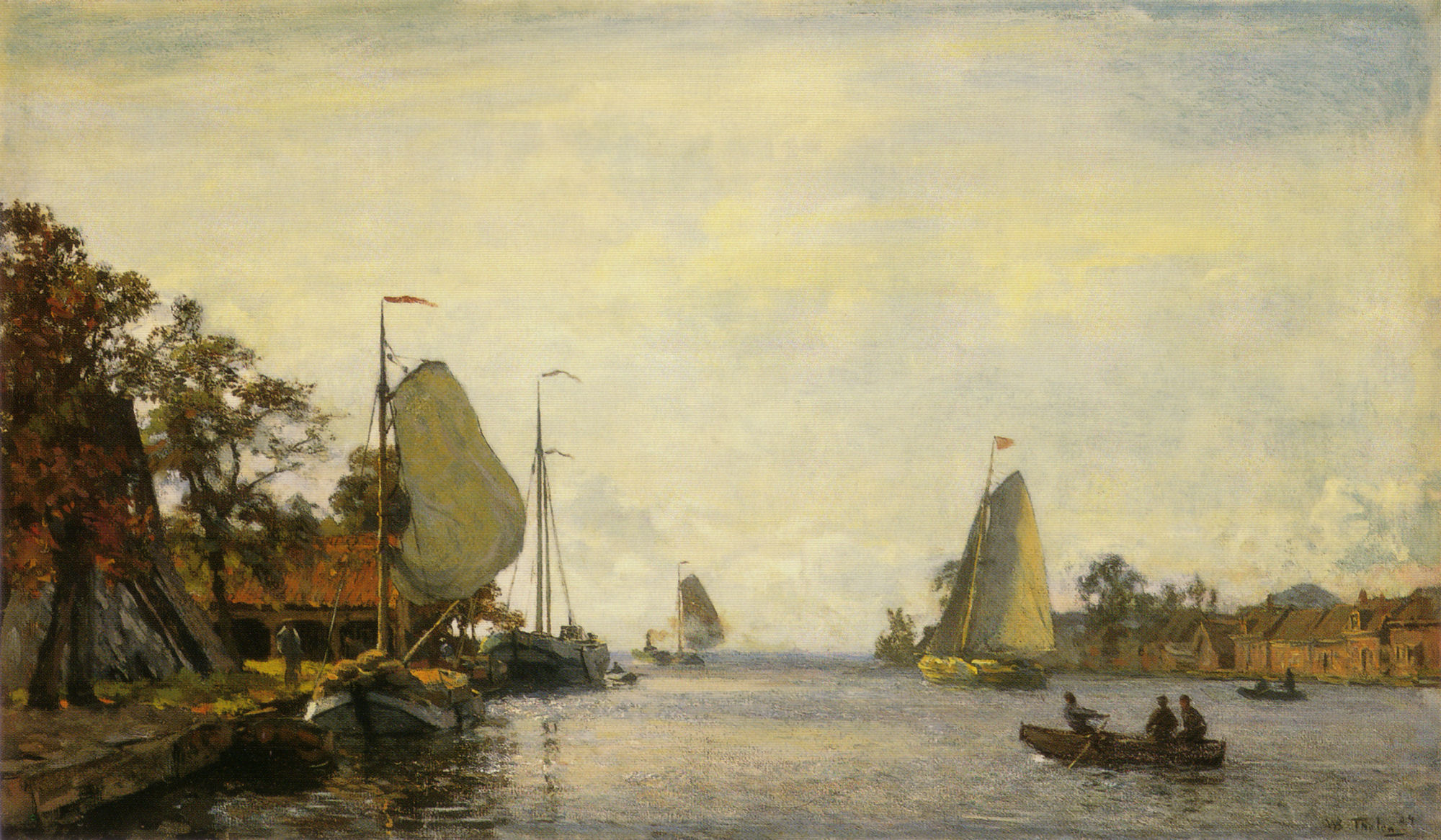
Rivera con veleros en el verano
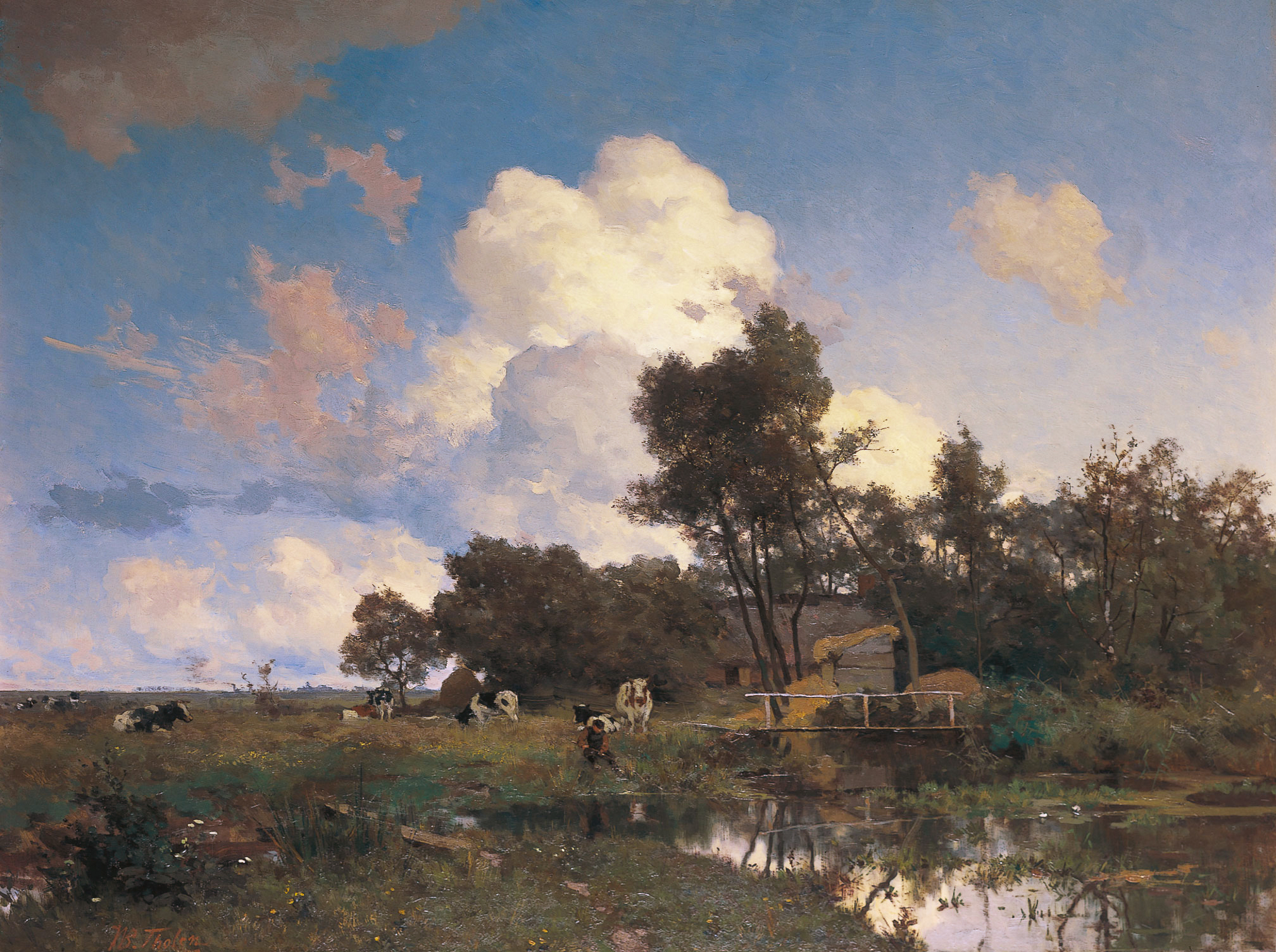
Paisaje campestre en verano
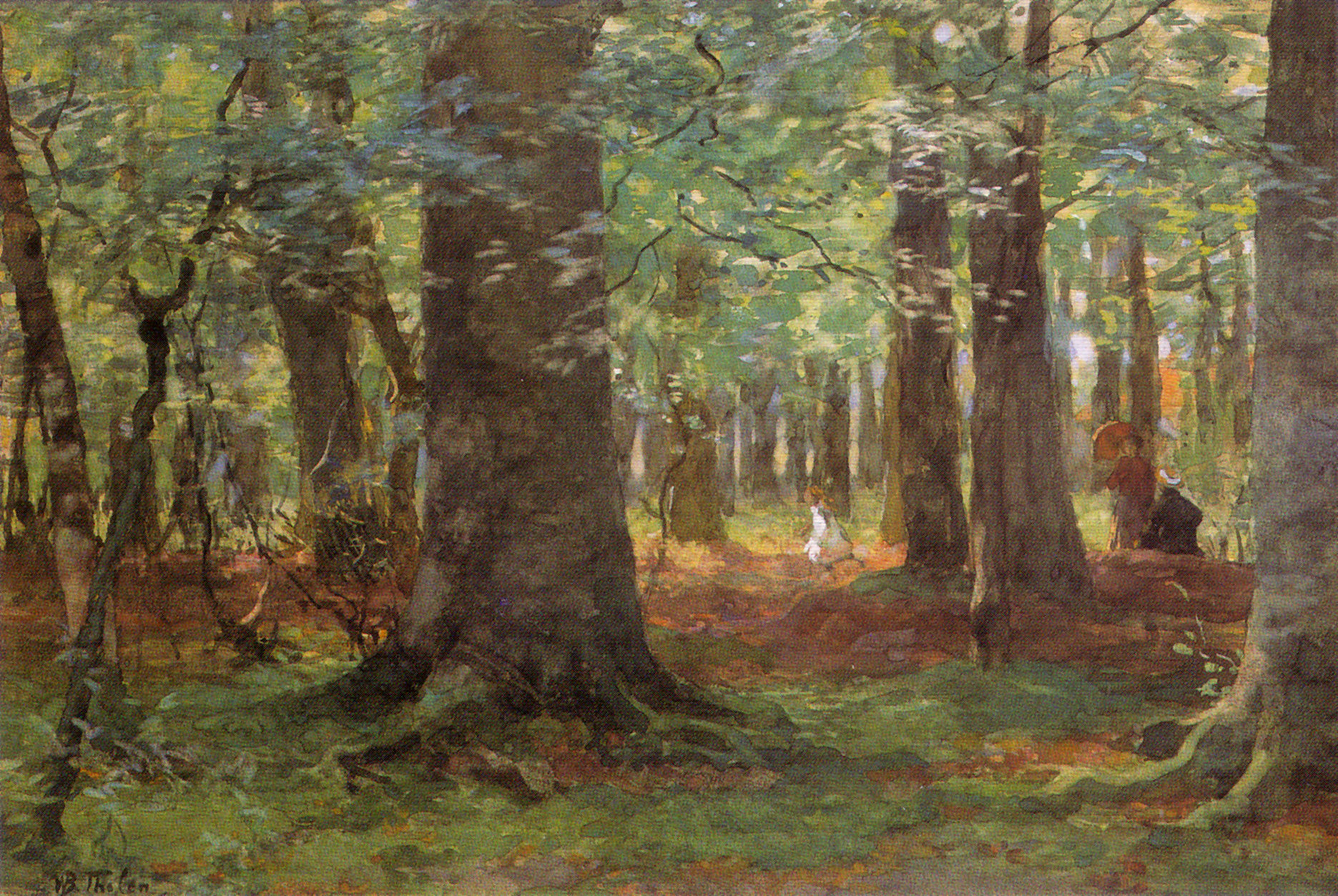
Día de verano en el bosque, una acuarela.
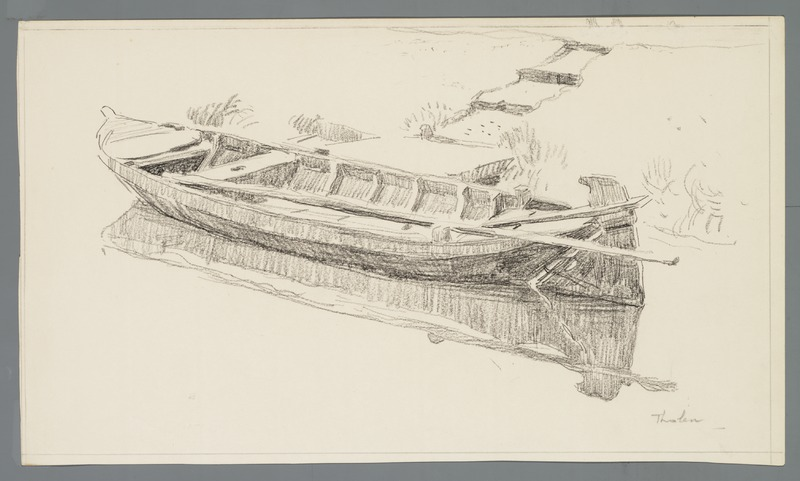
Cochecito, colección del patrimonio cultural del Museo Zuiderzee
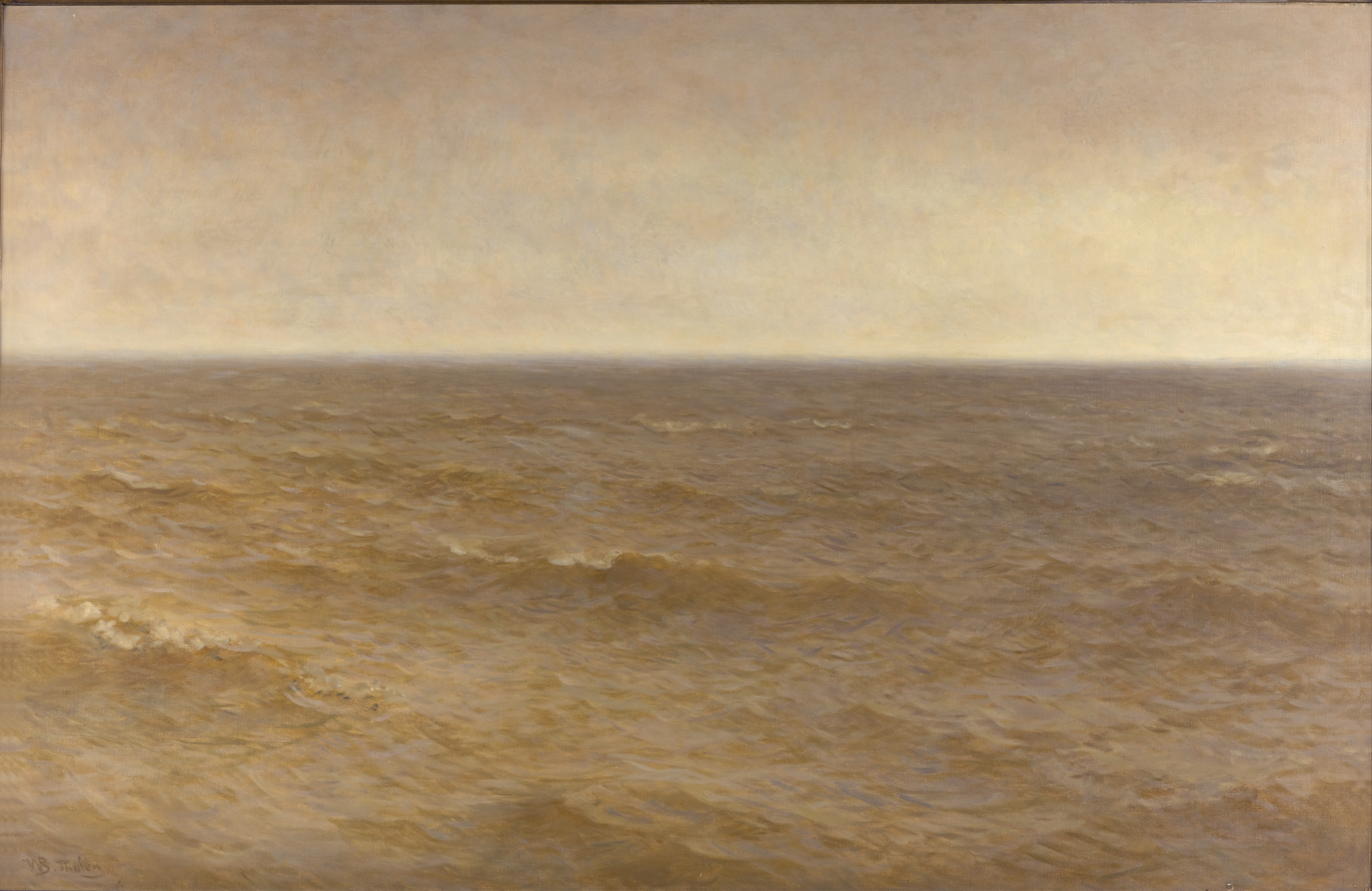
Willem bastiaan tholen - zuiderzee 1929
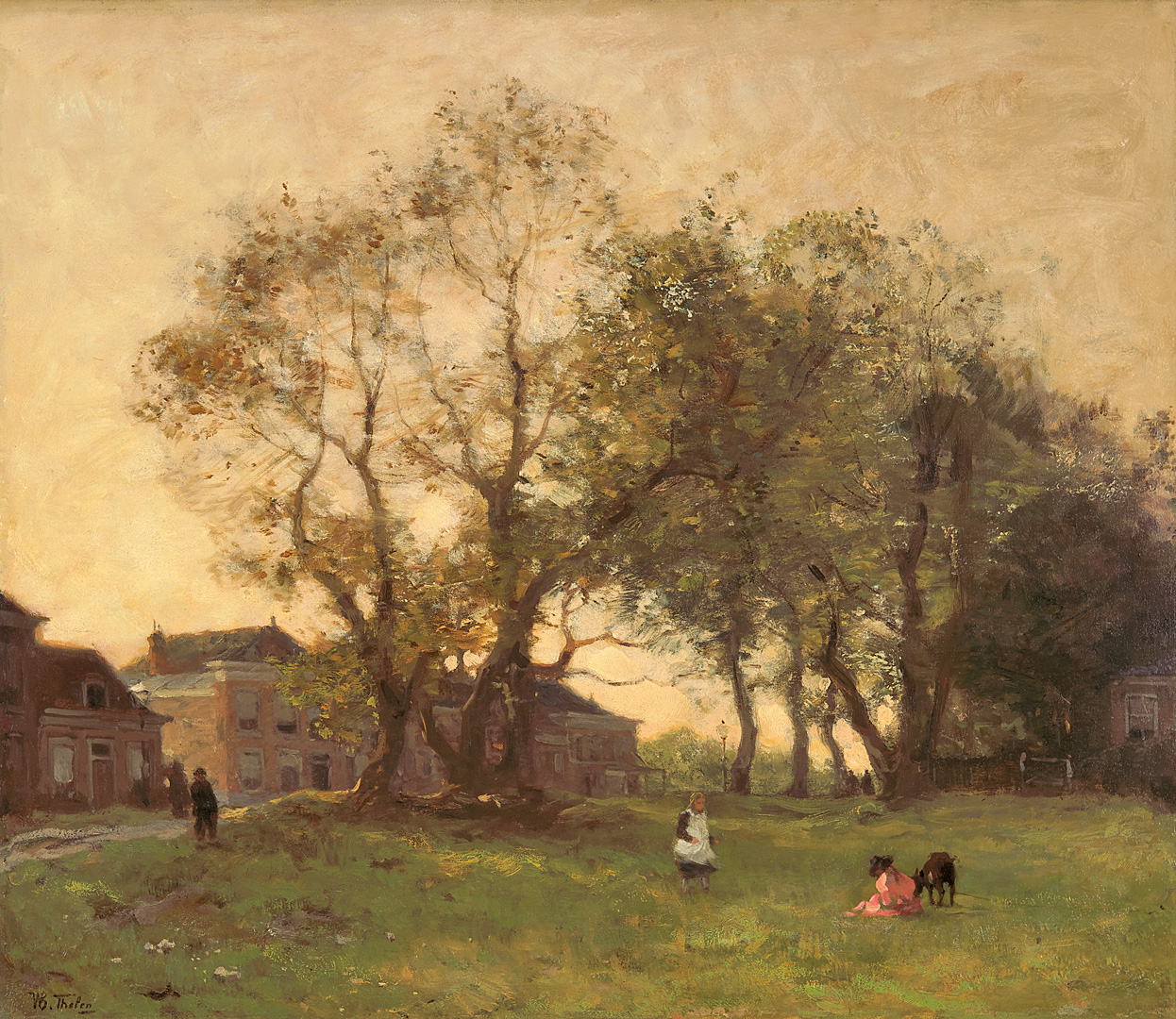
Willem Bastiaan Tholen - Playing under the old Trees
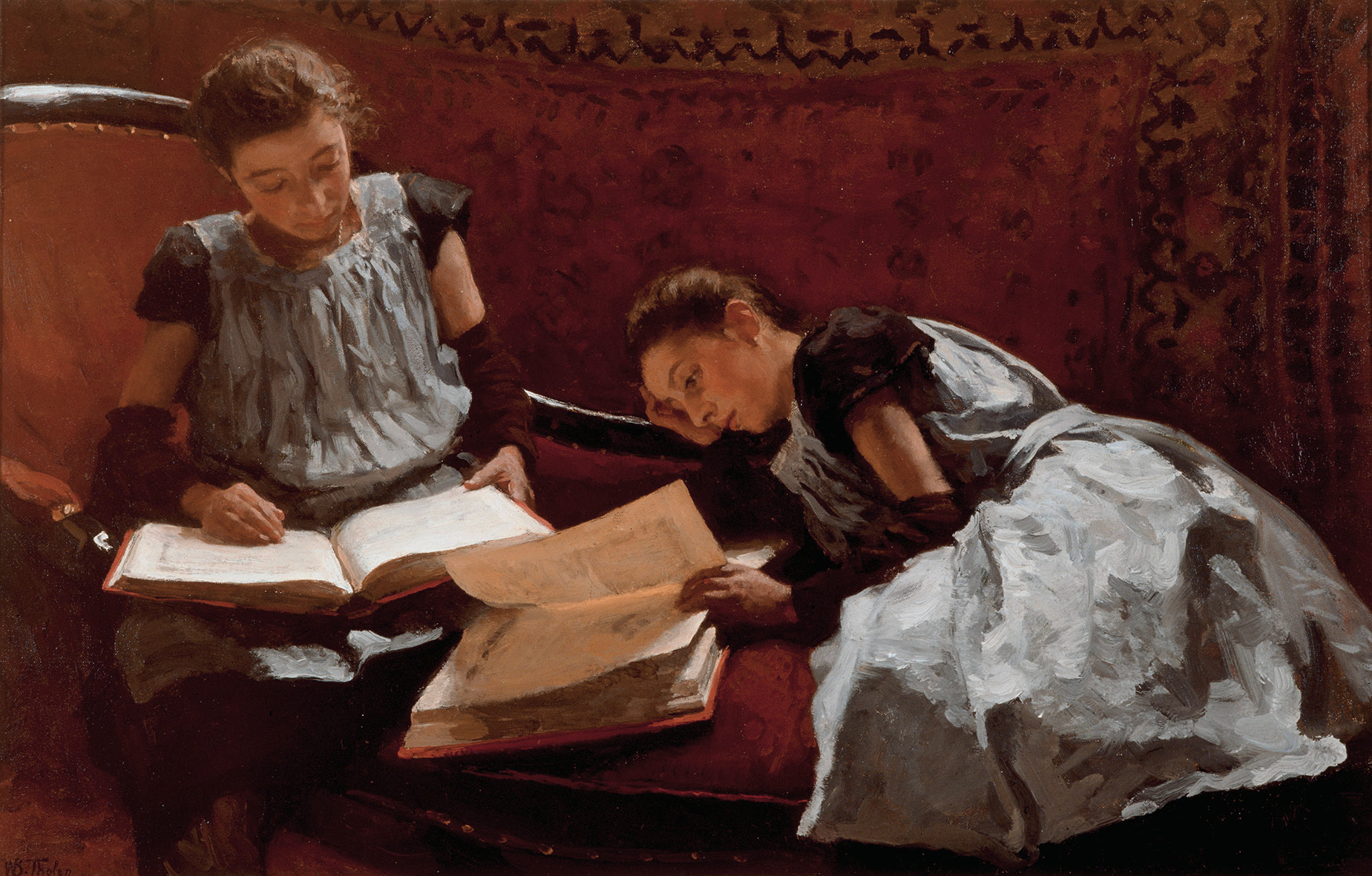
The sisters Arntzenius, Willem Bastiaan Tholen
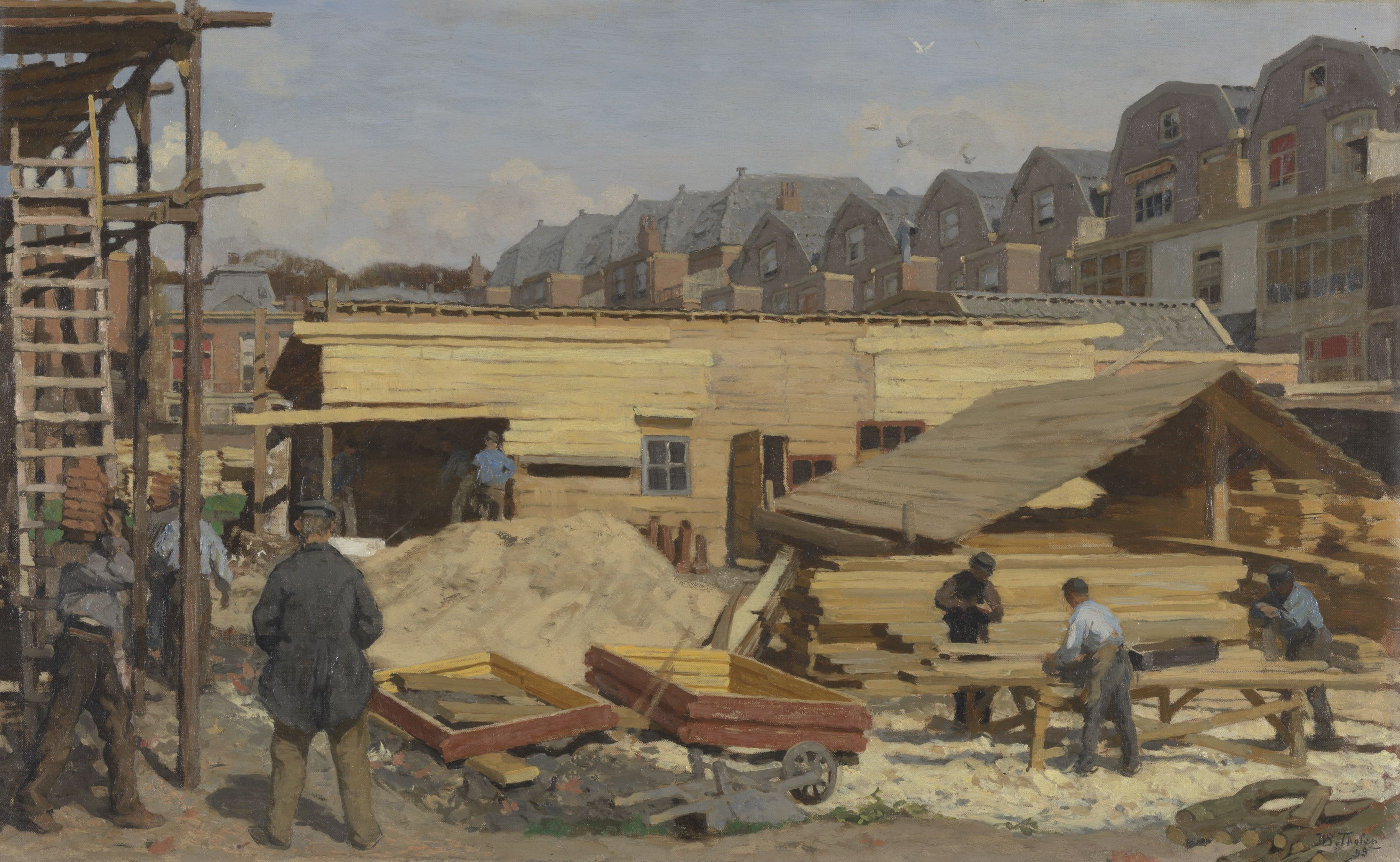
Willem Bastiaan Tholen - Maisons en construction 1895
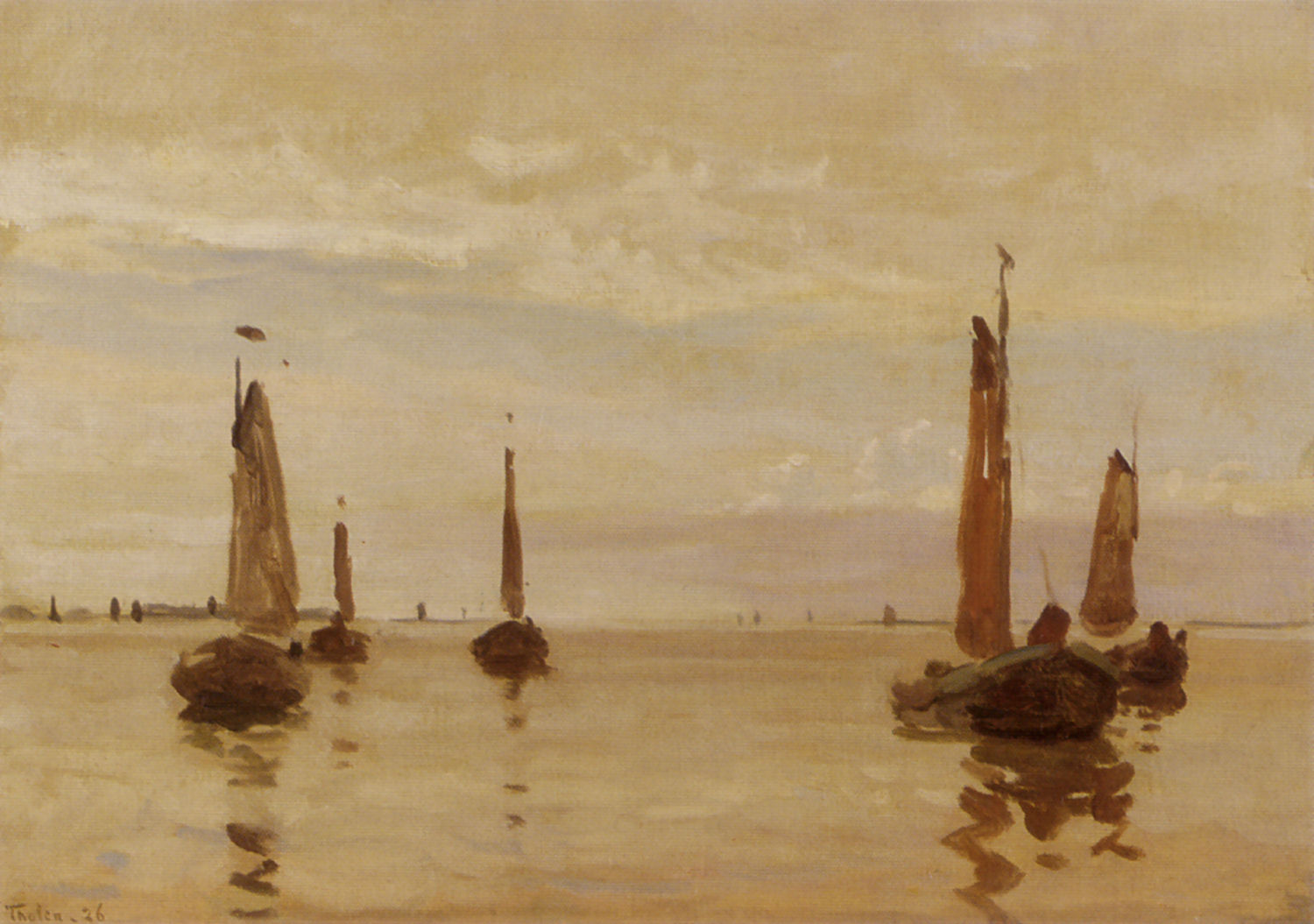
Willem Bastiaan Tholen - Botters in een windstilte
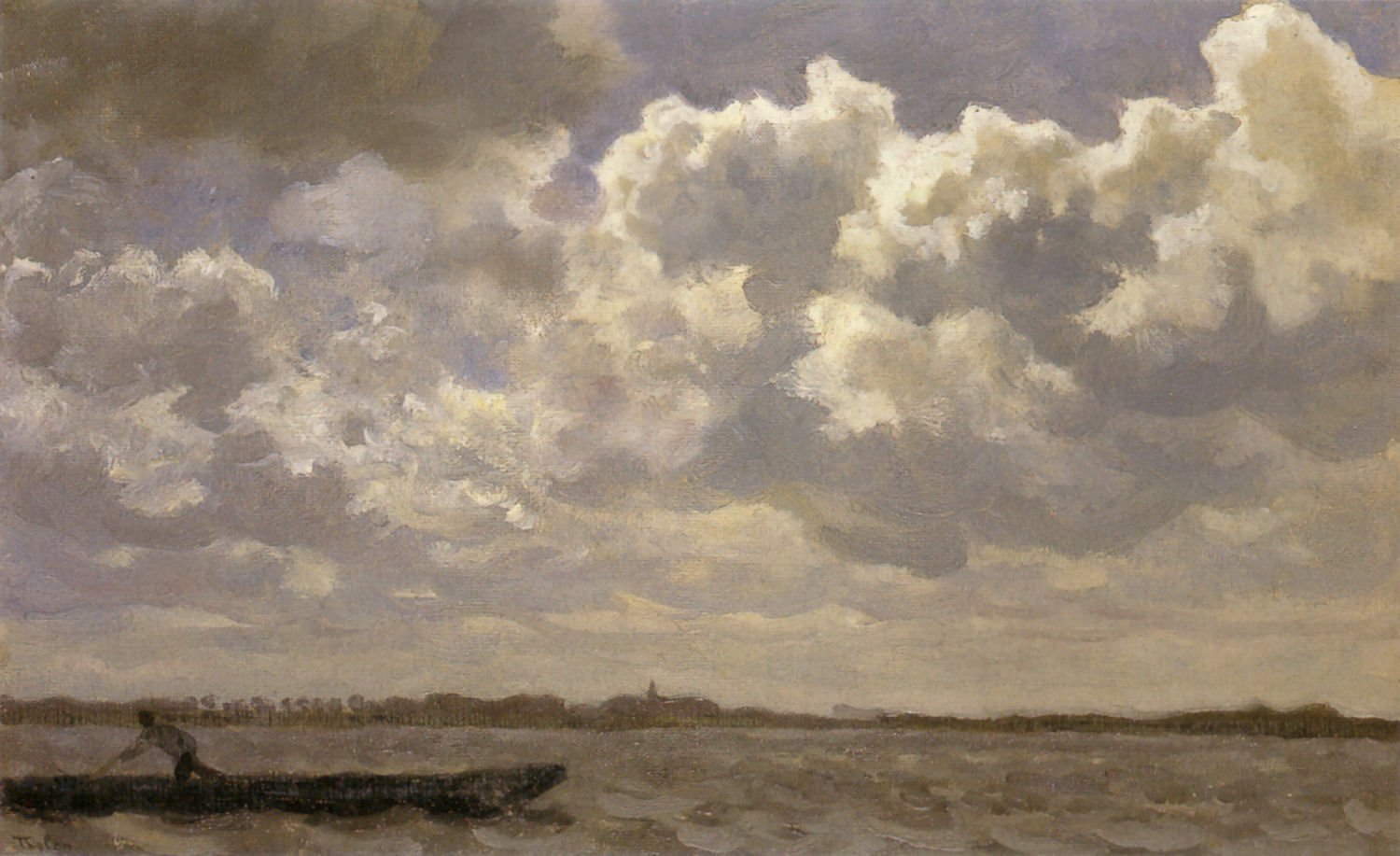
Willem Bastiaan Tholen - Zuiderzee bij onstuimig weer
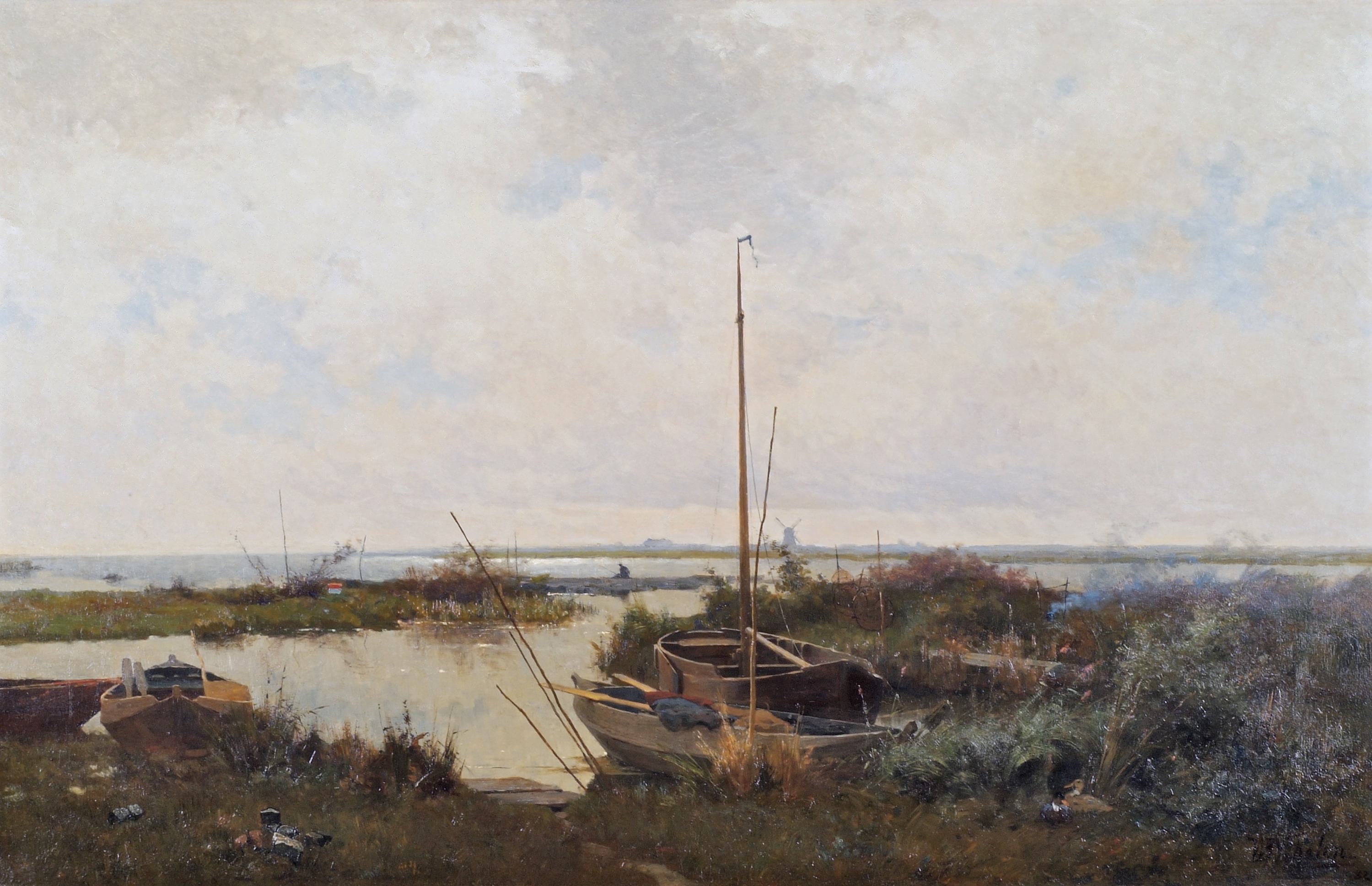
River landscape near Giethoorn, by Willem Bastiaan Tholen
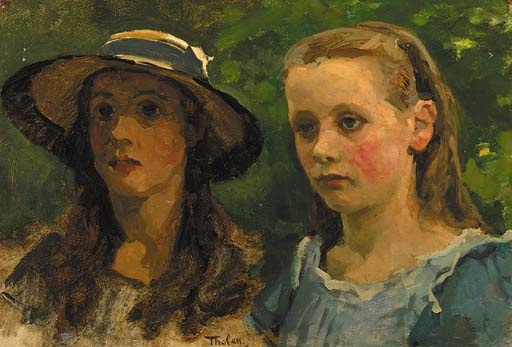
Tholen, Zusjes Arntzenius
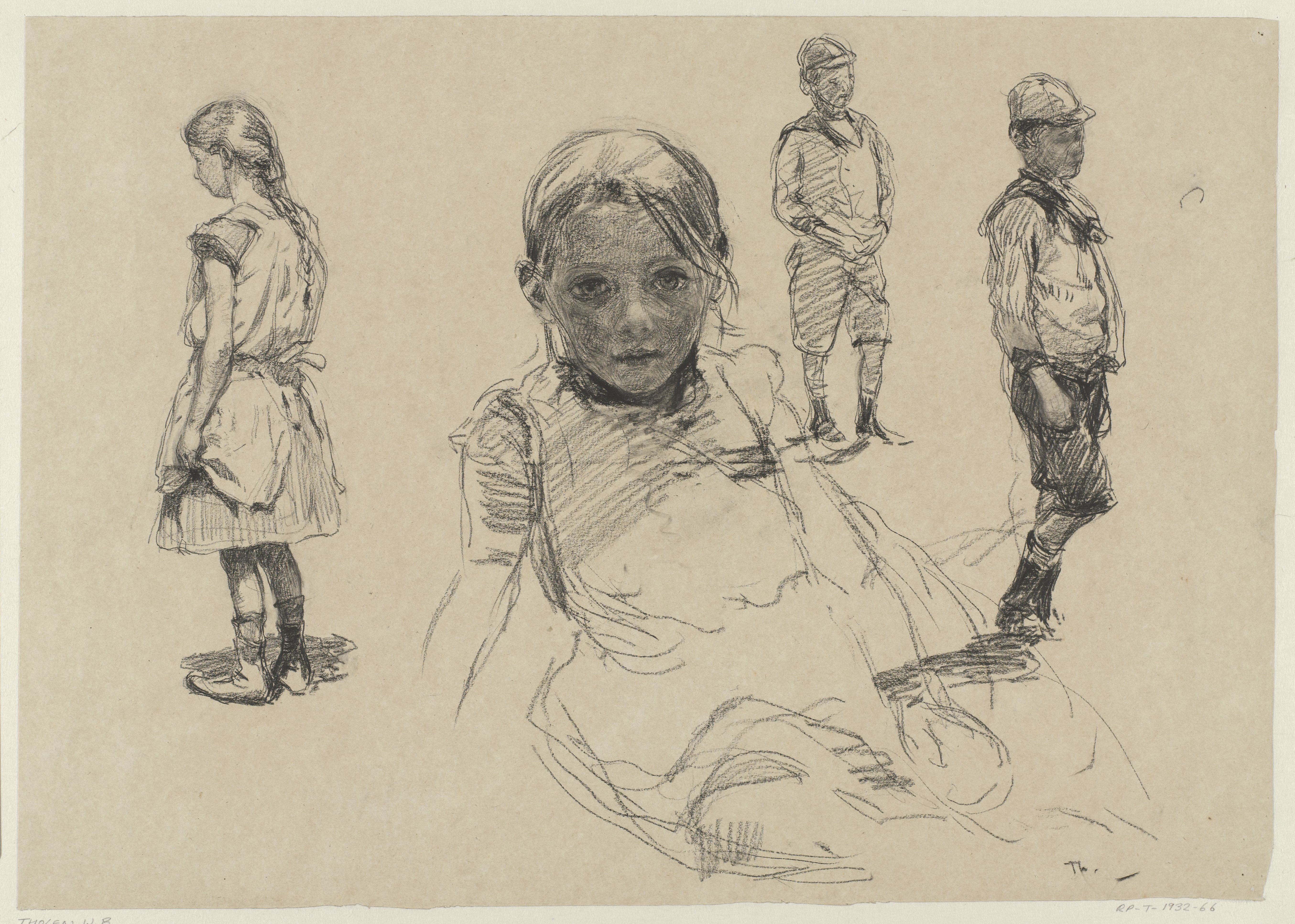
Twee studies van een meisje en twee van een jongen
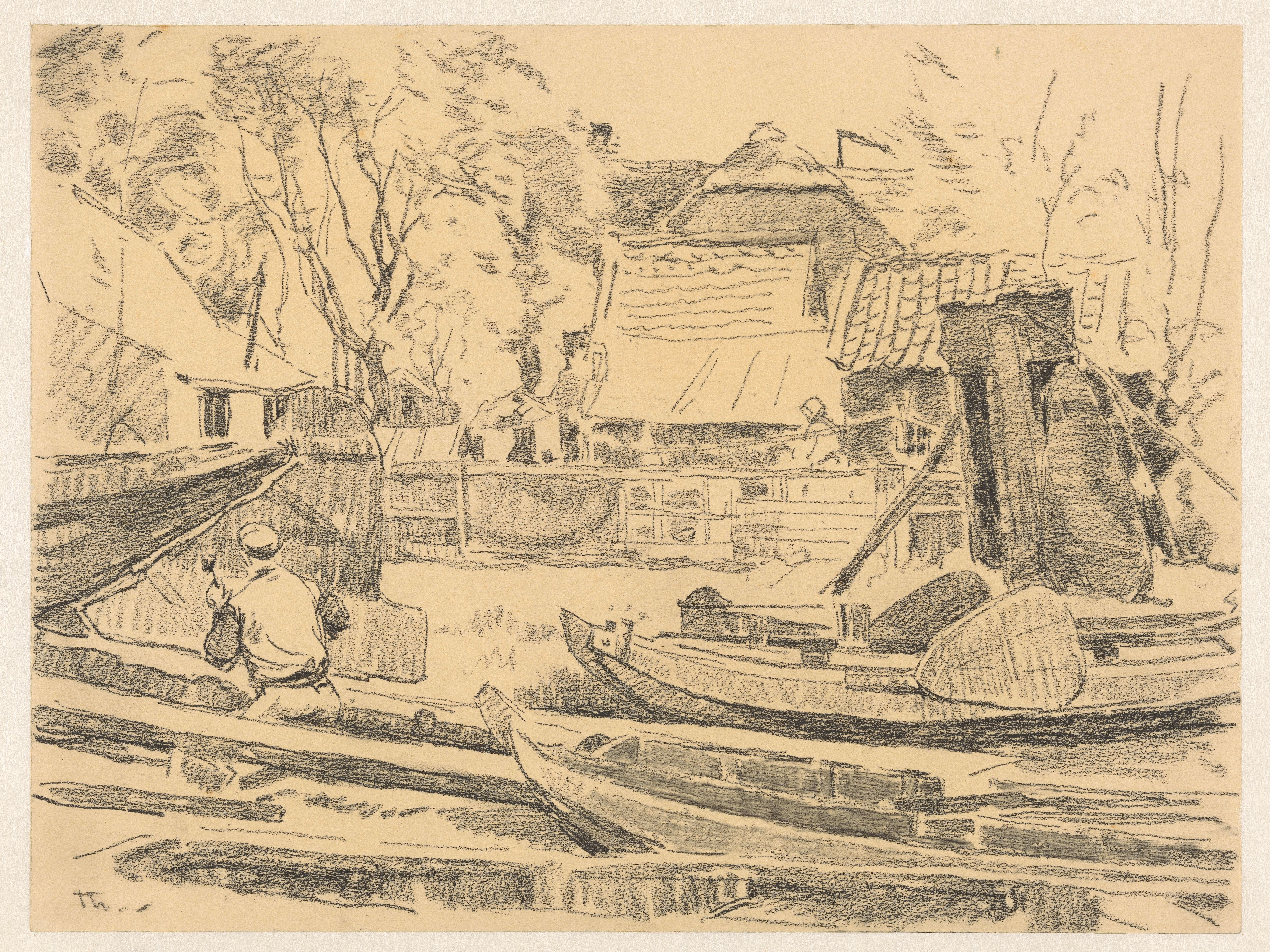
Scheepswerf
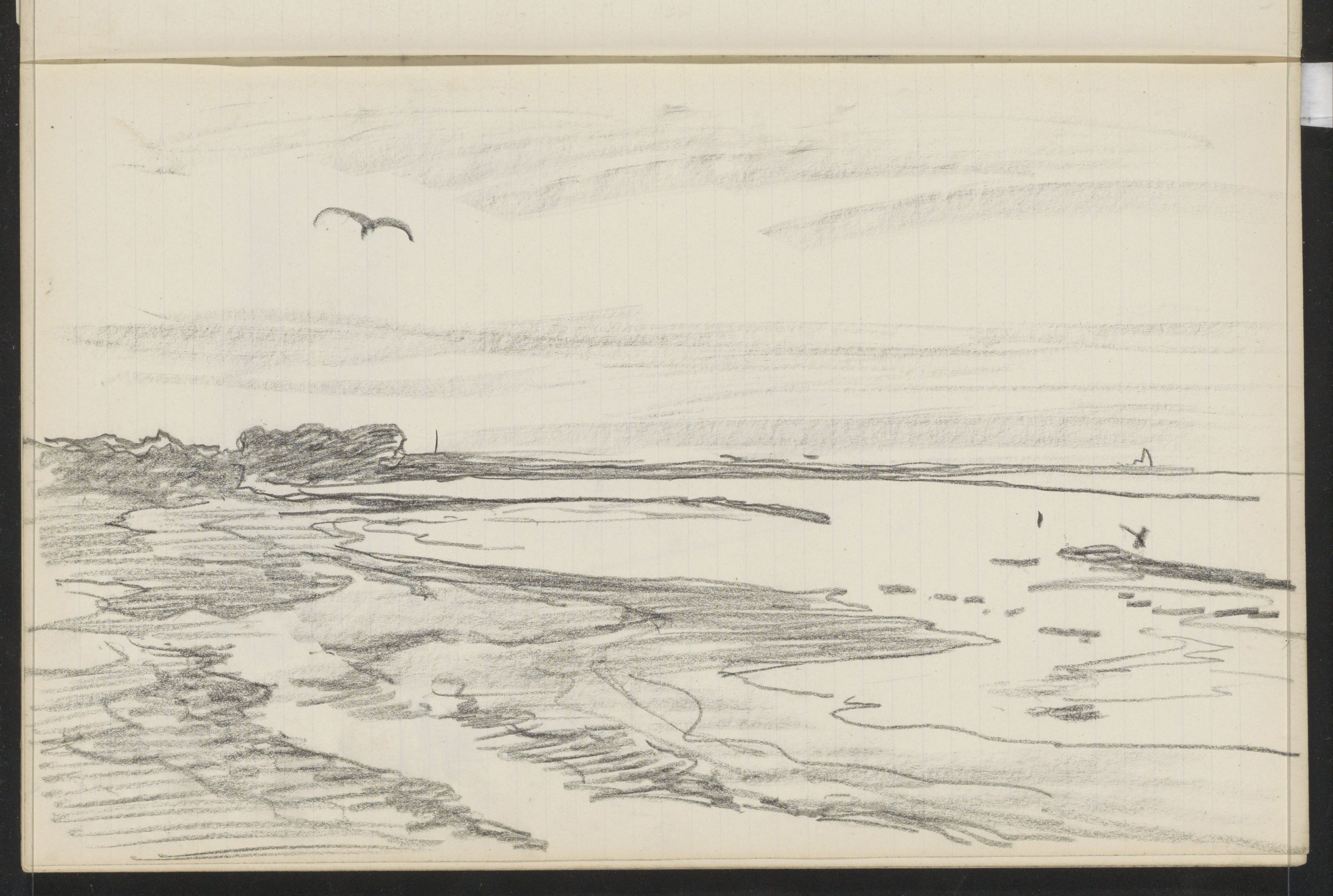
Rivierlandschap
Gezicht op de pier te Enkhuizen
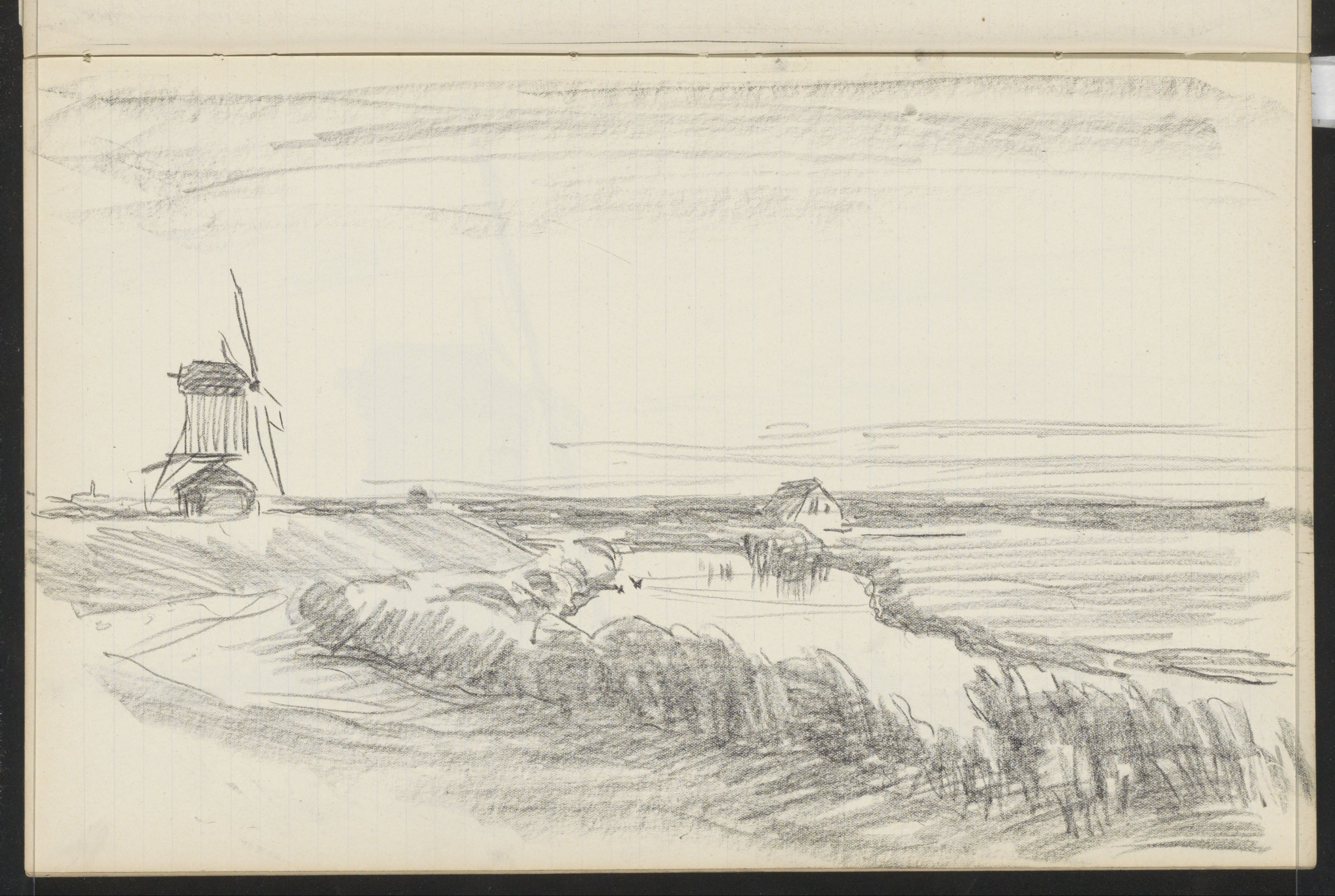
Molen op een dijk in een rivierlandschap